# Edvin Crona
Edvin Crona, född 25 januari 2000, är en svensk fotbollsspelare som spelar för 
IFK Berga.

## Karriär
Som fyraåring började Crona spela fotboll i Ljungbyholms GoIF vilka han blev trogen fram till november 2014 då han skrev på för Kalmar FF. Efter ett drygt år i klubben fick han 16 år gammal göra sin a-lagsdebut – genom ett inhopp i försäsongsmatchen mot finska SJK i mars 2016. Kort därefter signerade han sitt första seniorkontrakt då han skrev på ett fyraårskontrakt med KFF, vilket ett knappt år senare förlängdes med ytterligare ett år.
Den allsvenska debuten lät dock vänta på sig till säsongen 2017. I säsongens fjärde omgång fick den då 17-årige Crona göra sina första minuter i den högsta serien med ett inhopp i den 89:e matchminuten i 0–3-förlusten mot IK Sirius.
I juli 2019 lånades Crona ut till IFK Värnamo. I september 2020 förlängde han sitt kontrakt i Kalmar FF. Den 24 maj 2021 lånades Crona ut till Oskarshamns AIK genom ett samarbetsavtal vilket gjorde att han kunde representera båda klubbarna under säsongen. Han debuterade för Oskarshamn fem dagar senare med ett inhopp i en 5–0-seger över Skövde AIK.
I mars 2022 lånades Crona ut till Åtvidabergs FF på ett säsongslån. Säsongen 2023 var Crona igen utlånad till Oskarshamns AIK.
Den 5 februari 2024 meddelade finska Ykkösliiga-klubben FF Jaro via sin hemsida att klubben hade kommit överens med Crona om ett kontrakt för säsongen 2024.

## Karriärstatistik
| Klubb                                               | Säsong            | Inhemsk liga      | Inhemsk liga | Inhemsk liga | Nat. täv. | Nat. täv. | Internat. täv. | Internat. täv. | Totalt | Totalt |
| Klubb                                               | Säsong            | Serie             | SM           | Mål          | SM        | Mål       | SM             | Mål            | SM     | Mål    |
| --------------------------------------------------- | ----------------- | ----------------- | ------------ | ------------ | --------- | --------- | -------------- | -------------- | ------ | ------ |
| Kalmar FF                                           | 2017              | Allsvenskan       | 5            | 0            | 0         | 0         | 0              | 0              | 5      | 0      |
| Kalmar FF                                           | 2020              | Allsvenskan       | 23           | 2            | 4         | 1         | 0              | 0              | 27     | 3      |
| Kalmar FF                                           | 2021              | Allsvenskan       | 0            | 0            | 3         | 0         | 0              | 0              | 3      | 0      |
| Kalmar FF                                           | Totalt i klubblag | Totalt i klubblag | 28           | 2            | 7         | 1         | 0              | 0              | 35     | 3      |
| IFK Värnamo (lån)                                   | 2019              | Division 1 Södra  | 7            | 3            | 0         | 0         | 0              | 0              | 7      | 3      |
| IFK Värnamo (lån)                                   | Totalt i klubblag | Totalt i klubblag | 7            | 3            | 0         | 0         | 0              | 0              | 7      | 3      |
| Oskarshamns AIK (lån)                               | 2021              | Ettan Södra       | 17           | 4            | 0         | 0         | 0              | 0              | 17     | 4      |
| Oskarshamns AIK (lån)                               | 2023              | Ettan Södra       | 28           | 9            | 4         | 1         | 0              | 0              | 32     | 10     |
| Oskarshamns AIK (lån)                               | Totalt i klubblag | Totalt i klubblag | 45           | 13           | 4         | 1         | 0              | 0              | 49     | 14     |
| Åtvidabergs FF (lån)                                | 2022              | Ettan Södra       | 23           | 3            | 0         | 0         | 0              | 0              | 23     | 3      |
| Åtvidabergs FF (lån)                                | Totalt i klubblag | Totalt i klubblag | 23           | 3            | 0         | 0         | 0              | 0              | 23     | 3      |
| FF Jaro (lån)                                       | 2024              | Ykkösliiga        | 4            | 0            | 5         | 5         | 0              | 0              | 9      | 5      |
| FF Jaro (lån)                                       | Totalt i klubblag | Totalt i klubblag | 4            | 0            | 5         | 5         | 0              | 0              | 9      | 5      |
| Antal matcher och mål är korrekt per den 8 maj 2024 |                   |                   |              |              |           |           |                |                |        |        |